# FULL VOICE
『FULL VOICE』（フル・ボイス）は、Little Seraphの3作目のアルバム（ミニアルバム）。2004年10月31日、Wonder-Factory/プライエイドレコーズより発売、ユニバーサルミュージックより販売された。

## 概要
- 声優の丹下桜が、Little Seraph名義でリリースした最後のアルバム。作詞は、SAKURA （丹下桜）名義となっている。
- WONDER-NETのみでの販売で、市販はされていない。LIVE WONDER 〜2004秋〜会場にて限定先行販売された。WONDER-NETの会員の場合、送料が無料になる。
- オールカラーの8Pブックレットが封入されている。
- 現在もWONDER-NET上で発売されている。

## 収録曲
1. FULL VOICE [3:49]
作詞：SAKURA （丹下桜）、作曲・編曲：前澤ヒデノリ
アルバム未収録スペシャルソング
2. WARP! [4:34]
作詞：SAKURA （丹下桜）、作曲・編曲：前澤ヒデノリ
新曲
3. MAKE A WISH [4:19]
作詞：SAKURA （丹下桜）、作曲・編曲：前澤ヒデノリ
4. 花火 [3:46]
作詞：SAKURA （丹下桜）、作曲・編曲：前澤ヒデノリ
アルバム未収録スペシャルソング
5. LOVE WHITE DAY -remix- [4:32]
作詞：SAKURA （丹下桜）、作曲・編曲：前澤ヒデノリ
6. FLAT OUT [4:56]
作詞：W-Nのみんな（※）&SAKURA （丹下桜）、作曲・編曲：前澤ヒデノリ
※WONDER-NET会員。WN（ワンダーネーム）で記載。桜庭come onくん、まなみちゃん、クリプトンくん、XENOくん、kazukiくん、RAOOOEくん、キルシュバルトくん、ダンテくん、狩野紘一くん、COSMOSくん、ごとおくん、しおりちゃん、nodelerくん、レルスリィーズくん、KKくん、けいいちくん、Parrotくん、shachiくん、アスターナくん、公くん